# Пикавей
Округ Пикавей (англ. Pickaway County) располагается в штате Огайо, США. Официально образован в 1810 году. По состоянию на 2010 год, численность населения составляла 55 698 человек.

## География
По данным Бюро переписи США, общая площадь округа равняется 1 311,966 км2, из которых 1 298,420 км2 суша и 13,546 км2 или 1,030 % это водоёмы.

## Население
По данным переписи населения 2000 года в округе проживает 52 727 жителей в составе 17 599 домашних хозяйств и 13 287 семей. Плотность населения составляет 41,00 человек на км2. На территории округа насчитывается 18 596 жилых строений, при плотности застройки около 14,00-ти строений на км2. Расовый состав населения: белые — 91,95 %, афроамериканцы — 6,43 %, коренные американцы (индейцы) — 0,28 %, азиаты — 0,22 %, гавайцы — 0,03 %, представители других рас — 0,15 %, представители двух или более рас — 0,93 %. Испаноязычные составляли 0,63 % населения независимо от расы.
В составе 35,40 % из общего числа домашних хозяйств проживают дети в возрасте до 18 лет, 61,50 % домашних хозяйств представляют собой супружеские пары проживающие вместе, 9,80 % домашних хозяйств представляют собой одиноких женщин без супруга, 24,50 % домашних хозяйств не имеют отношения к семьям, 20,60 % домашних хозяйств состоят из одного человека, 9,10 % домашних хозяйств состоят из престарелых (65 лет и старше), проживающих в одиночестве. Средний размер домашнего хозяйства составляет 2,63 человека, и средний размер семьи 3,02 человека.
Возрастной состав округа: 24,30 % моложе 18 лет, 9,00 % от 18 до 24, 32,60 % от 25 до 44, 23,40 % от 45 до 64 и 23,40 % от 65 и старше. Средний возраст жителя округа 36 лет. На каждые 100 женщин приходится 122,20 мужчин. На каждые 100 женщин старше 18 лет приходится 125,00 мужчин.
Средний доход на домохозяйство в округе составлял 42 832 $, на семью — 49 259 $. Среднестатистический заработок мужчины был 36 265 $ против 26 086 $ для женщины. Доход на душу населения составлял 17 478 $. Около 7,60 % семей и 9,50 % общего населения находились ниже черты бедности, в том числе — 13,40 % молодежи (тех, кому ещё не исполнилось 18 лет) и 7,00 % тех, кому было уже больше 65 лет.